# Väggårdsskogen
Väggårdsskogen är ett naturreservat i Falköpings kommun i Västergötland.
Reservatet ligger söder om Falköping, 1 km väster om Brismene kyrka. Det avsattes som naturreservat 2008 och är ett 23 hektar stort äldre orört skogsområde. 
Området domineras av granskog men det förekommer även tall, asp och björk. Det finns gott om lågor, högstubbar och rotvältor. Inom reservatet finns flera mindre våtmarker och sumpskogar där det växer klibbal och björk. I de västra delarna av reservatet är terrängen blockrik. Vegetationen domineras av trådstarr och ängsull. Där finns även som slåtterblomma och kärrspira.